# 納庫魯郡

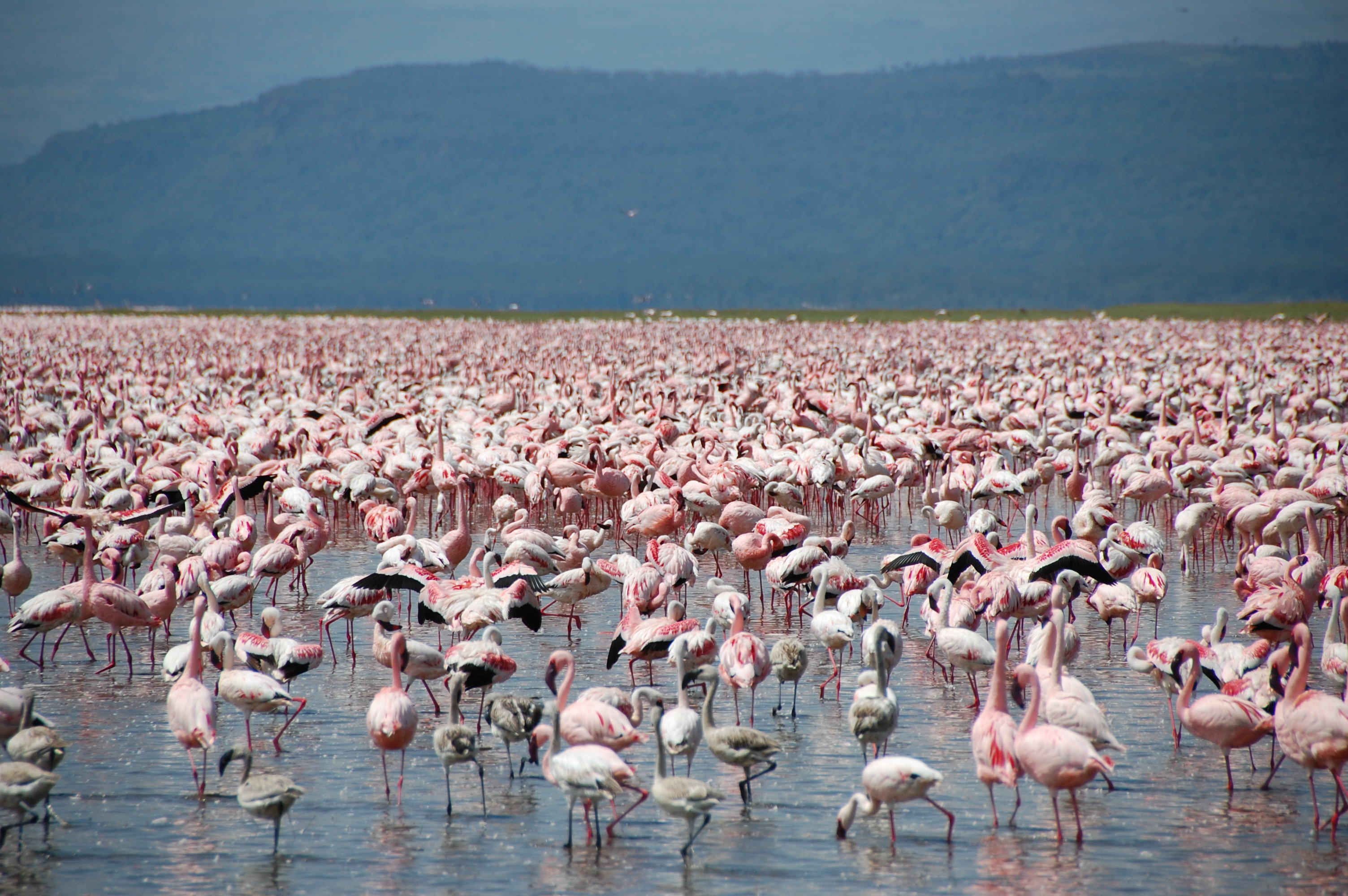

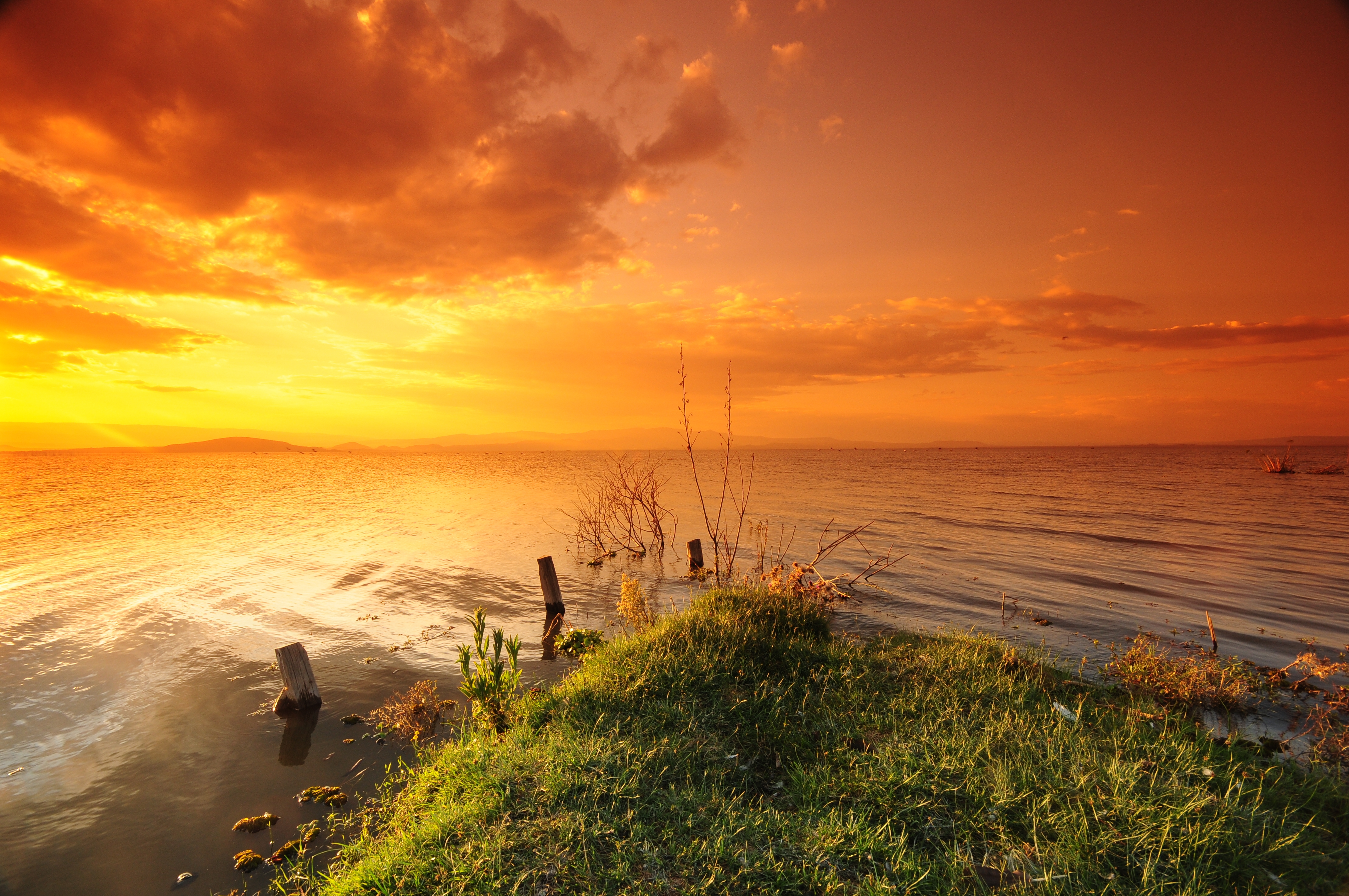

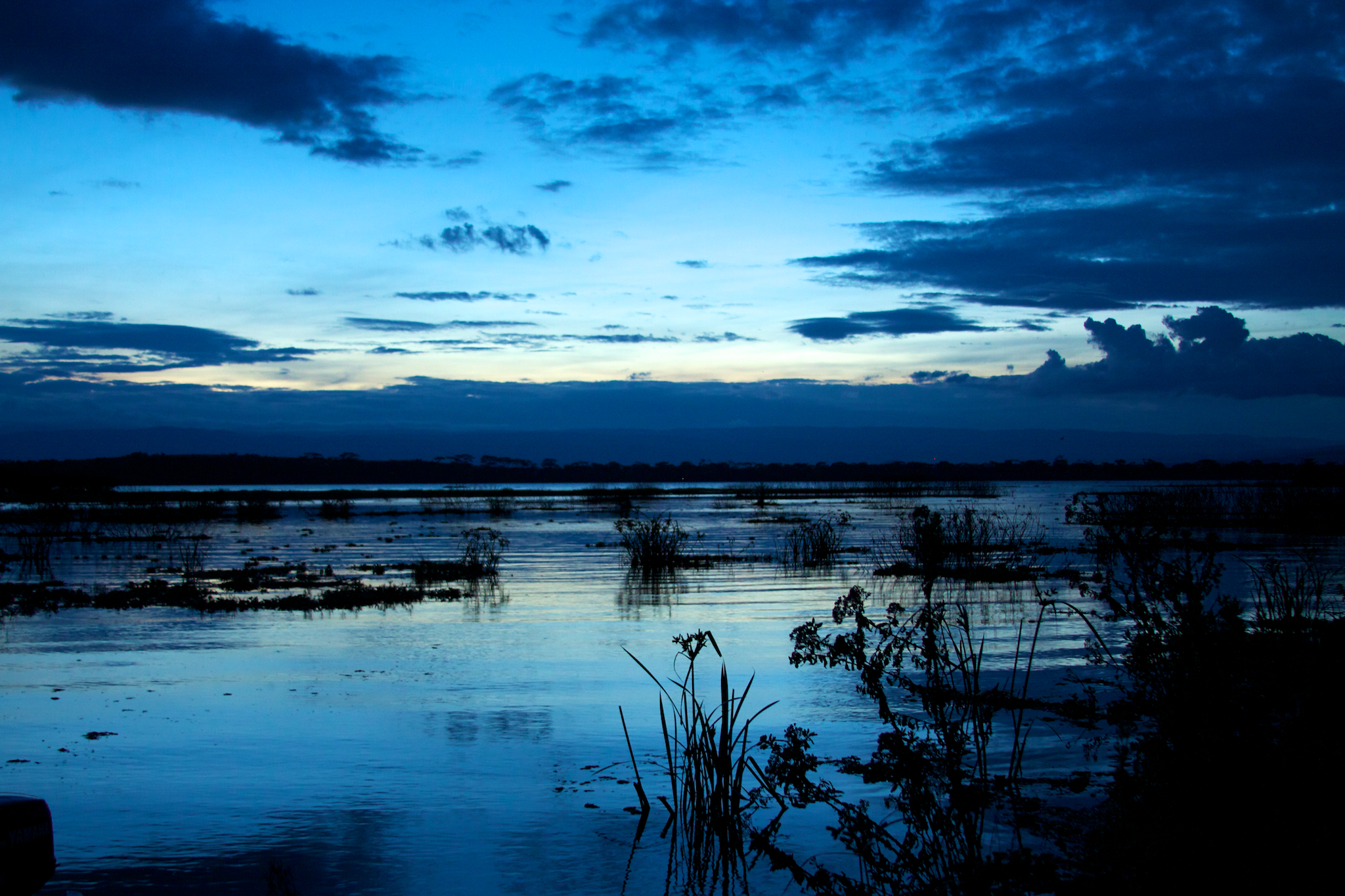

納庫魯郡，是肯尼亞的一個郡，位於該國西部，由裂谷省負責管轄，首府設於納庫魯，始建於2013年3月4日，面積7,509.5平方公里，2009年人口1,603,325，人口密度每平方公里213.51人。